# Fourques-sur-Garonne

Fourques-sur-Garonne este o comună în departamentul Lot-et-Garonne din sud-vestul Franței. În 2009 avea o populație de 1.221 de locuitori.

## Evoluția populației
| An        | 1975  | 1982  | 1990  | 1999  | 2006  | 2009  |
| --------- | ----- | ----- | ----- | ----- | ----- | ----- |
| Populație | 1.029 | 1.111 | 1.150 | 1.179 | 1.213 | 1.221 |